# Isometrum villosum
Isometrum villosum là một loài thực vật có hoa trong họ Tai voi. Loài này được K.Y. Pan mô tả khoa học đầu tiên năm 1986.